# Günther Jakobs
Günther Jakobs (Mönchengladbach, 26 luglio 1937) è un giurista e filosofo tedesco, docente di diritto penale, procedura penale e filosofia del diritto. È conosciuto soprattutto per la sua teoria sul "Diritto penale del nemico".

## Biografia
Dopo gli studi in giurisprudenza a Colonia, Bonn e Kiel, Jakobs Günther conseguì il dottorato in diritto penale nel 1967 presso l'Università di Bonn, discutendo la tesi sulla teoria del concorso. Nel 1971 divenne preside presso l'Università di Kiel e nel 1976 docente presso la più rilevante Università di Ratisbona, università giuridica che nei decenni successivi acquisì maggior lustro non solo dagli studi di Jakobs, ma anche da quelli sviluppati da suoi colleghi come Peter Landau, Dieter Schwab e Uno Steiner.
Nel 1986 Jakobs torna presso l'Università di Bonn, dove per anni ricopre il ruolo di direttore del seminario di "Filosofia del diritto" e co-direttore dell'Istituto di diritto penale, fino al proprio pensionamento nel 2002.
Günther Jakobs è membro dell'Accademia bavarese di Scienza, dell'Accademia del Nord Reno-Vestfalia ed è coeditore di una rivista giuridica di diritto penale.

## Opera
I principali argomenti a fondamento dello studio giuridico di Jakobs sono quelli inerenti ai fondamenti del diritto penale, in particolare egli ha concentrato la propria attenzione sullo studio degli istituti della coercizione e della contraffazione.
Nel suo libro di testo dedicato allo studio della parte generale del codice penale tedesco, nelle sue monografie e in numerosi suoi saggi, Jakobs ha dato origine ad una nuova teoria del diritto penale che può essere definita come Funzionalismo.
Tale teoria parte dal presupposto che la colpevolezza penale non è giustificabile ontologicamente e non può provenire da un contratto sociale fittizio, ma è una questione sociale, dove la legge ha l'obiettivo di porre modelli di orientamento obbligatori.
| Controllo di autorità | VIAF (EN) 69087019 · ISNI (EN) 0000 0001 1028 9280 · LCCN (EN) n86861310 · GND (DE) 120862387 · BNE (ES) XX1176856 (data) · BNF (FR) cb13517977d (data) · J9U (EN, HE) 987007273892905171 · CONOR.SI (SL) 42138723 |